# Extracted
Pour plus de détails, voir Fiche technique et Distribution.
Extracted est un film américain réalisé par Nir Paniry, sorti en 2012.

## Synopsis
Tom Jacobs a inventé une machine permettant de visiter les souvenirs. Il s'introduit dans l'esprit d'un drogué accusé de meurtre pour élucider le crime.

## Fiche technique
- Titre original : Extracted
- Réalisation : Nir Paniry
- Scénario : Nir Paniry, Gabriel Cowan, John Suits
- Photographie : Mark Putnam
- Montage : Seth Boston
- Musique : Tim Ziesmer
- Production : Gabriel Cowan (producteur / producteur délégué), John Suits (producteur), Camille LaBry West (producteur exécutif), Kerry Johnson Bailey (producteur délégué), Jacques Christo (producteur associé), Kseniya Rukavishnikova (producteur associé)
- Pays de production :  États-Unis
- Langue originale : anglais
- Genre : Science-fiction
- Durée : 85 minutes
- Date de sortie : 
  - Royaume-Uni : 9 septembre 2013[1]

## Distribution
- Sasha Roiz (V. F. : Julien Chatelet) : Tom
- Jenny Mollen : Abbey
- Dominic Bogart : Anthony Wills
- Richard Riehle : le père Riley
- Nick Jameson (V. F. : Frédéric Souterelle) : Richard
- Rodney Eastman : Eric
- Frank Ashmore : Martino
- Brad Culver (V. F. : Philippe Siboulet) : Garrett
- Ty Simpkins : Anthony enfant
- Sara Tomko (V. F. : Claudine Grémy) : Minnie
- Augie Duke : Adrienne
- Mattie Grace Campos : Donna
- Jen Davis : la femme de Richard
- Bernhard Forcher : le détective Mathieu
- Darren Melameth : le détective Laird
- Robert Lewis Stephenson (V. F. : Philippe Roullier) : Arthur Kennisson

Source et légende : Version française (V. F.) sur RS Doublage